# Brivido

I brividi sono rapide contrazioni muscolari asincrone provocate da impulsi cerebrali involontari riflessi. 

## Fisiologia
Il loro scopo è quello di produrre calore per scaldare il sangue che scorre attraverso i muscoli, quando la temperatura interna del corpo scende sotto il set point ipotalamico (37 °C). Infatti i brividi si presentano generalmente quando la temperatura corporea si abbassa. Si possono però avere brividi anche per febbre alta: in questo caso la produzione di prostaglandine porta il set point ipotalamico a 40 °C e quindi temperature al di sotto di questa vengono riconosciute come stati di freddo, che scatenano il brivido; questo serve a innalzare ulteriormente la temperatura per accelerare il metabolismo e quindi anche la risposta immunitaria dell'organismo.

### Termogenesi nei bambini
I neonati, i lattanti e i bimbi molto piccoli non utilizzano il brivido per aumentare la temperatura corporea. La termogenesi in questi casi è attuata mediante rilascio di norepinefrina che attiva le lipasi nel tessuto adiposo bruno (praticamente assente nell'adulto) con successiva formazione di trigliceridi. I trigliceridi vengono metabolizzati in glicerolo e acidi grassi non esterificati utilizzati nel processo di generazione di calore con formazione di anidride carbonica e acqua.

## Genesi del brivido
Dal nucleo dorso-mediale dell'ipotalamo, in un'area adiacente al pavimento del terzo ventricolo denominata anche "centro del riscaldamento", nascono impulsi che vanno ai centri motori che attivano la contrazione muscolare che produce il brivido. Quest'area, in condizioni di normalità, è inibita da impulsi provenienti dai nuclei anteriore e preottico dell'ipotalamo, preposti alla registrazione della temperatura corporea, detti anche "centri del raffreddamento". Al centro del riscaldamento però arrivano afferenze dai termocettori presenti a livello della pelle: in caso di bassa temperatura superficiale il nucleo viene attivato.

## Brivido post-operatorio
Brividi insorgono frequentemente anche in seguito a interventi chirurgici in anestesia generale al risveglio del paziente, associati a ipotermia, questo a causa di una mancata o inefficiente gestione e mantenimento della temperatura corporea da parte dell'équipe di sala operatoria.